# اتیزولام
اتیزولام(به انگلیسی: Etizolam) (با بسیاری از نام‌های تجاری به بازار عرضه می‌شود) مشتقی از تینودیازپین است که آنالوگ بنزودیازپین محسوب می‌شود. تفاوت مولکول اتیزولام با یک بنزودیازپین در این است که حلقه بنزن توسط حلقه تیوفن جایگزین شده و یک حلقه تریازول جوش خورده نیز در ساختار آن وجود دارد که آن را به یک تینوتری‌آزولودیازپین تبدیل می‌کند. این ماده دارای خواص یادزدودگی، ضداضطراب، ضدتشنج، خواب آوری، آرام بخشی و شل کننده عضلات اسکلتی است.
اتیزولام در سال ۱۹۷۲ ثبت اختراع شد و در سال ۱۹۸۳ مورد استفاده پزشکی قرار گرفت.